# زوارک (آمل)
زوارک، روستایی است از توابع شهر اجوارکلا  شهرستان آمل در استان مازندران ایران.

## جمعیت
این روستا در دهستان دشت‌سر غربی قرار دارد و براساس سرشماری مرکز آمار ایران در سال ۱۳۸۵، جمعیت آن ۳۵۲ نفر (۹۷خانوار) بوده‌است.